# Акбайтал (перевал)
Акбайта́л (кирг. Ак-Байтал — белая кобылица; тадж. ағбаи Ҳушанг) — перевал на Восточном Памире. Находится на трассе М41 (Ош (Кыргызстан) — Хорог (Таджикистан)). Высота перевала 4655 метров. Наивысшая точка Памирского тракта, самый высокий из доступных для автомобильного сообщения перевалов на Памире. Находится в водораздельной перемычке, которая связывает хребты Сарыкольский и Музкол и отделяет верховья реки Музкол (бассейн озера Каракуль) от верховья реки Южный Акбайтал (бассейн Мургаба) в Таджикистане. Подъём из долины Музкола относительно пологий, из долины Южного Акбайтала — более крутой, с серпантинами. Доступен круглый год. В конце XIX века, после вхождения территории в Российскую империю, путь через перевал был разработан в колесную дорогу.
Переименован в перевал Хушанг Согласно постановлению Правительства Республики Таджикистан от 30 июня 2021 года.

## Галерея

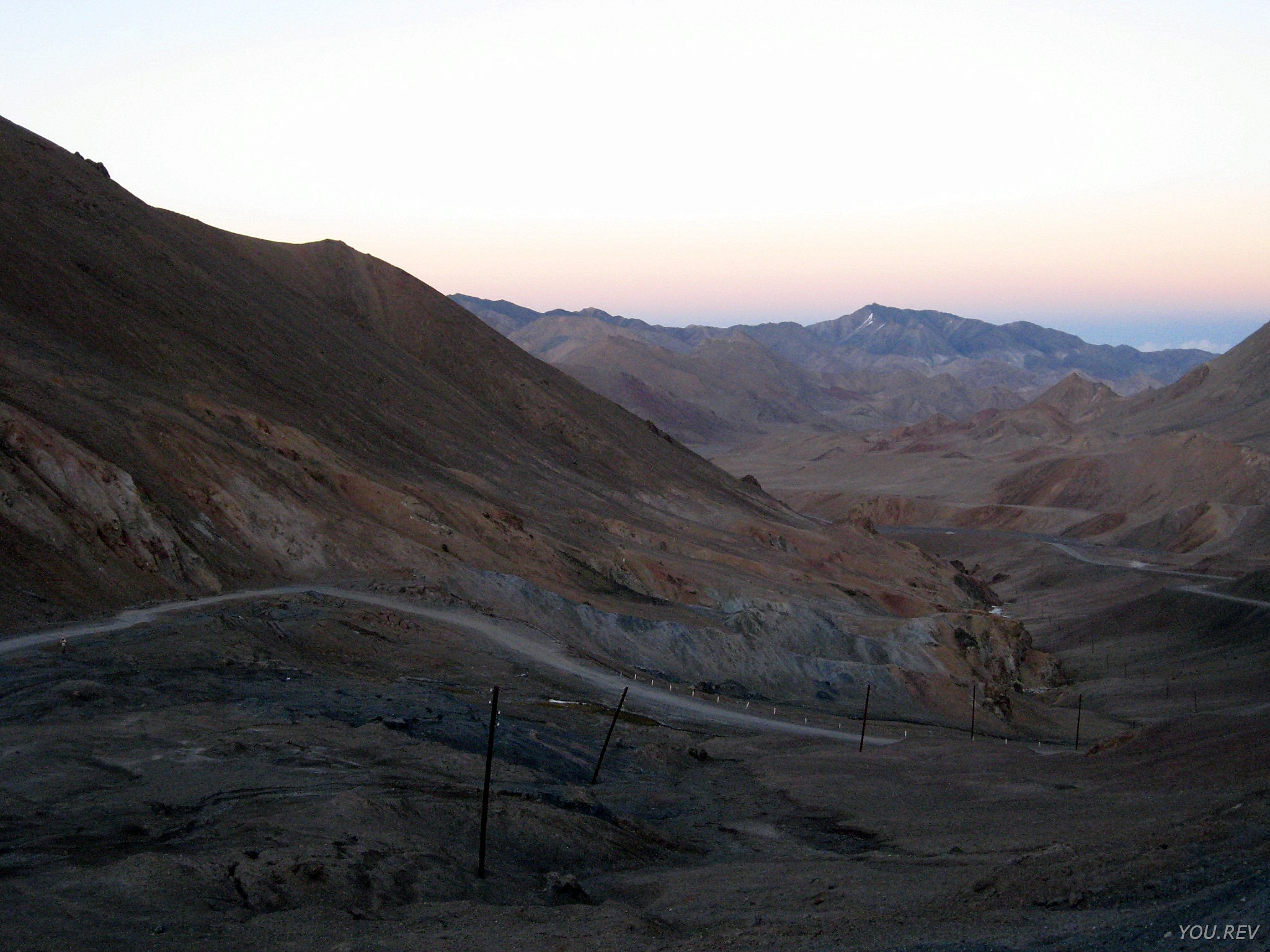
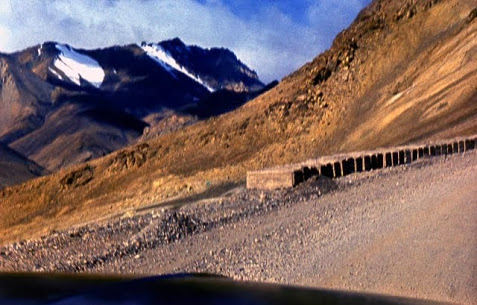
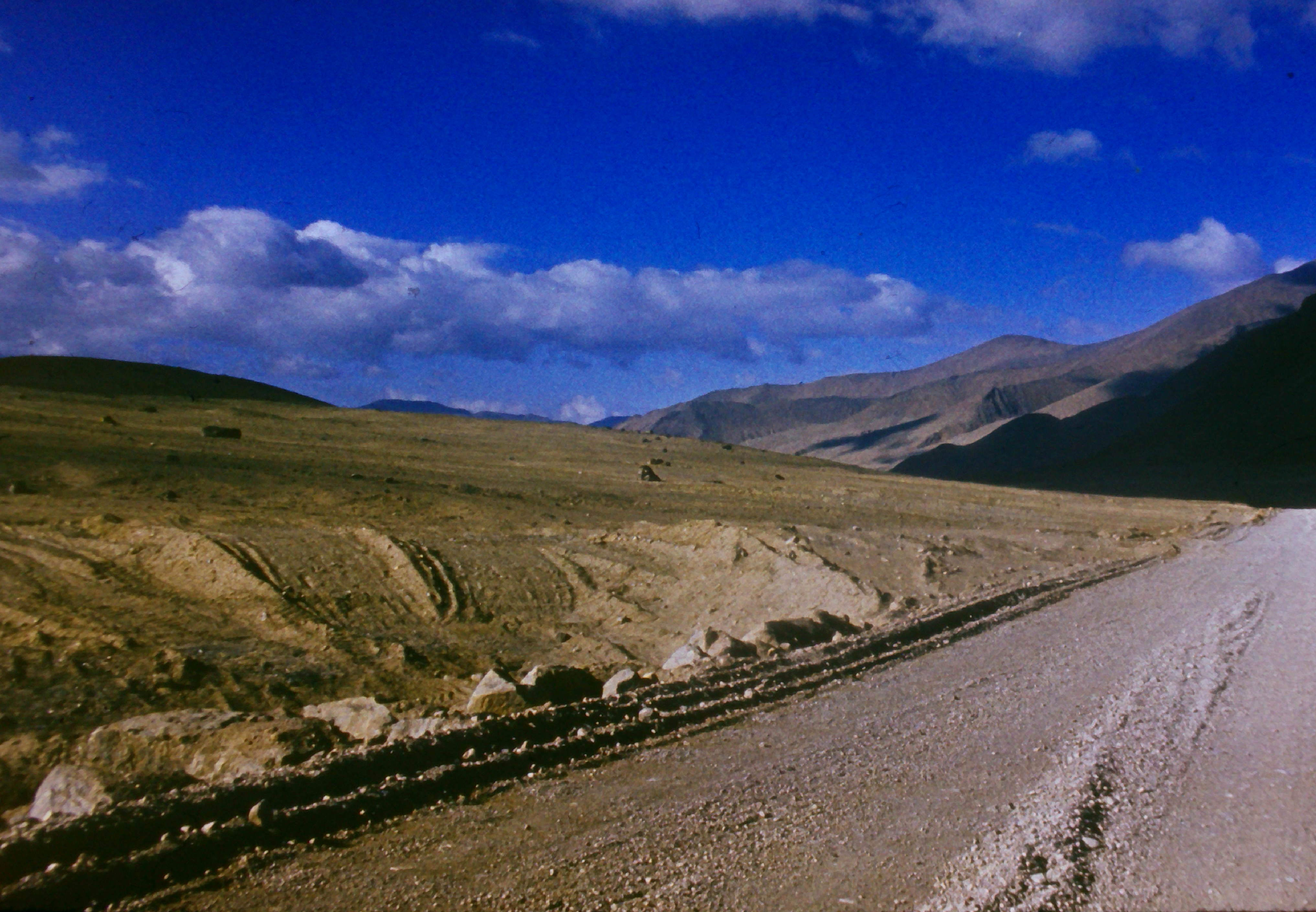
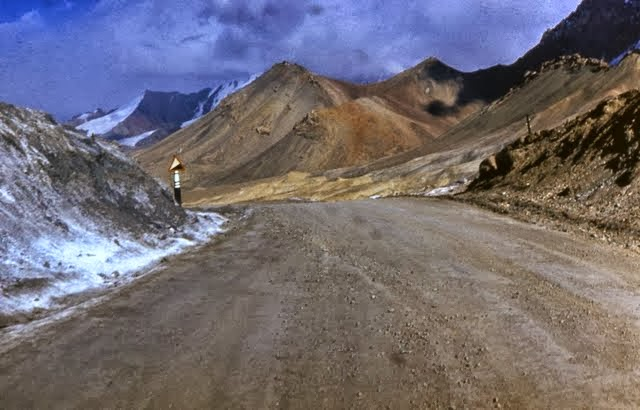